# Přeslička bahenní
Přeslička bahenní (Equisetum palustre) je rostlina ze třídy přesličky, jejímž jediným recentním rodem je rod přeslička v širším pojetí (Equisetum s. l.).

## Popis
Přeslička bahenní je vytrvalá, výtrusná bylina vysoká nejčastěji 10–50 cm, vyrůstající z článkovitého oddenku. Na rozdíl od přesličky rolní nemá přeslička bahenní sezónní dimorfismus, fertilní (plodná) lodyha s výtrusnicovým klasem se nijak výrazně neliší od lodyh sterilních. Lodyhy se zpravidla ve střední části přeslenitě větví, vzácněji se nevětví vůbec. První článek v přeslenu je kratší než příslušná lodyžní pochva na hlavním stonku (viz externí odkaz) na rozdíl od přesličky rolní, kde je to naopak. Střední dutina zabírá asi 1/4 průměru lodyhy. Jako u ostatních přesliček se v každém uzlině nachází pochva, což jsou vlastně bočně srostlé přeslenitě uspořádané listy, nahoře mají listy volné konce a tvoří zuby pochvy. Výtrusnicový klas je solitérní, vrcholový, s tupou špičkou. O životním cyklu přesliček viz přeslička.

## Stanoviště
Roste nejčastěji na vlhkých loukách, např. v pcháčových loukách sv. Calthion, někdy také v rašelinných a slatinných loukách. Najdeme ji i na loukách dosti degradovaných nebo na antropogenních stanovištích.

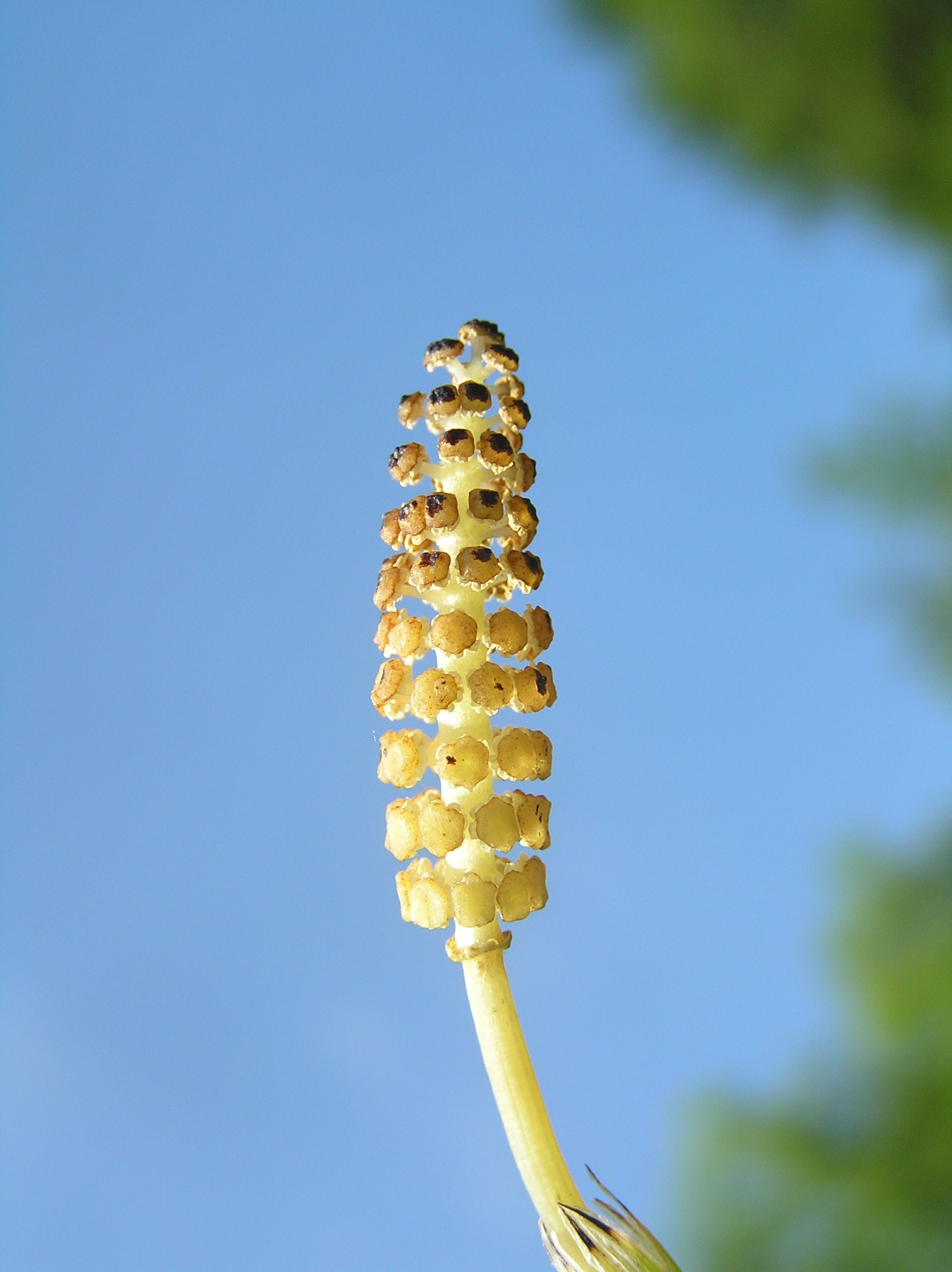
Výtrusnicový klas (strobilus)

## Areál
Roste v Evropě, Asii a v Severní Americe.

## Výskyt v Česku
Velmi hojný druh, častější je spíše v nižších polohách, nad 1000 m n. m. většinou už chybí.

## Použití
Obsahuje jedovatý piperidinový alkaloid palustrin, který nemizí ani po sušení, thiaminázu (enzym, který rozkládá vitamín B1) a akonitovou kyselinu. Otravy jsou známy zejména u dobytka, projevují se průjmy, hubnutím, v akutních případech ochrnutím svalstva a jsou popsány i případy smrtelné.